# برنی (تگزاس)
برنی، تگزاس(به انگلیسی: Boerne, Texas) شهری در ایالت تگزاس از ایالات جنوبی ایالات متحده آمریکا است. این شهر قسمتی از کلانشهر سن آنتونیو محسوب می گردد. در سرشماری سال ۲۰۰۰، جمعیت این شهر ۱۰۲۸۳ نفر اعلام شد.